# Nico Boer
Nicolaas Wilhelmus Johannes Boer (Haarlem, 6 december 1932 – Bloemendaal, 28 mei 2009) was een Nederlands operazanger.

## Loopbaan

### Zanger
Nico Boer begon zijn carrière als amateur bij diverse operetteverenigingen, waaronder Thalia in Wieringermeer – later is hij tot erelid van deze vereniging benoemd. In 1964 stond Nico Boer in een amateurproductie van de opera Carmen in De Rijp. Naar deze voorstellingen kwamen zelfs mensen uit België omdat het zo bijzonder was dat een amateurgezelschap zo’n productie deed.
Om zich als zanger verder te kunnen ontwikkelen, ging hij studeren aan het conservatorium. Na zijn opleiding aan het Conservatorium van Amsterdam werd Nico Boer professioneel operazanger.
Hij was tenor.
In 1972 kreeg hij een Gouden Harp. In de jaren 1970 en 1980 heeft hij vooral veel grote producties gedaan bij de Vlaamse opera te Antwerpen en in Karlsruhe. In Antwerpen en Gent vertolkte hij de titelrol in Werther, en de rollen Mario Cavaradossi (in Tosca) en Hoffmann (in Les Contes d'Hoffmann). In de jaren 1990 ging hij meerdere malen op tournee met de Dutch Voices naar Amerika, Canada, Indonesië, Australië en Nieuw-Zeeland.
Hij deed als solist mee aan de jubileumshow voor mezzosopraan Caroline Kaart met onder andere de sopraan Elzbièta Smytka en de baritons Marco Bakker en Lex Goudsmit.

### Regisseur
In zijn laatste jaren was hij actief als regisseur bij operettevereniging West Frisia in Winkel.
In maart 1998 trad hij met het Velser Operagezelschap Bel Canto drie dagen op met de opera Idomeneo, koning van Kreta van Wolfgang Amadeus Mozart.

## Privé
Nico Boer was getrouwd met Rini Frijn. Hij woonde in Haarlem, Wormerveer, Zaandam en uiteindelijk weer Haarlem.

## Discografie
- Op 27 september 1973 werd in het Circustheater in Scheveningen een opname gemaakt van Die Entführung aus dem Serail van Mozart, opgevoerd door het Radio Kamerorkest en Nederlands Operakoor, met Hans Vonk als dirigent.
- Hij trad op in de Tosca van Giacomo Puccini onder leiding van dirigent Roberto Benzi, met Gré Brouwenstijn, Ermanno Mauro, Pieter van den Berg en Jan Derksen. De CD is gemaakt door Globe GLO.
- Op de laatste cassette van de box "Jan Derksen sings Verdi", uitgekomen in 1974, is Nico Boer in de tongbrekende rol van Bardolfo te horen.(Ponto: PO-2004)